# Kurt Wolff (aviateur)
Kurt Wolff (6 février 1895 - 15 septembre 1917) était un as de l'aviation allemand de la Première Guerre mondiale mort au combat, il était titulaire de 33 victoires aériennes.

## Biographie

### Jeunesse et début de carrière
Kurt Wolff naquit à Greifswald en province de Poméranie. Il était  le fils d'un architecte local et devint très tôt orphelin, il fut élevé par de proches parents à Memel en province de Prusse-Orientale.
Wolff s'engagea en 1912 à l'âge de 17 ans comme cadet au sein du  4e régiment de chemin de fer (Eisenbahnregiment 4) et fut nommé unteroffizier (équivalent de sergent) en 1914. Il fut ensuite nommé leutnant le 17 avril 1915 et demanda son transfert dans la luftstreitkräfte et l'obtint en juillet.

### Pilote
Wolff fut formé à l'école de pilotage de Döberitz (de), son premier vol faillit être le dernier : son avion s'écrasa, tuant son instructeur et lui abimant l'épaule. Il reçut son brevet de pilote à la fin de l'année 1915 et fut employé sur le front de l'Ouest près de Verdun puis dans la Somme. Il fut affecté au Kasta 26 du Kagohl 5, aux commandes d'un avion biplace, puis fut transféré au Kagohl 7. Il fut appelé au Jasta 11 le 5 novembre 1916.
Wolff et ses camarades n'enregistrèrent aucune victoire jusqu'à l'arrivée au commandement de l'escadrille de Manfred von Richthofen le 15 janvier 1917, c'est sous le commandement de ce dernier que cette formation progressa et que Wolff devint un pilote de reconnaissance chevronné. 
Il remporta sa première victoire aérienne le 6 mars 1917 sur un biplace B.E.2d britannique du No.16 Squadron du Royal Flying Corps. Il remporta encore 5 victoires en ce même mois de mars et ajouta 22 victoires à son palmarès lors du fameux Bloody April (avec notamment 4 victoires le 13 avril, 5 victoires le 28 avril et 3 victoires le 29 avril). Il abattit  David Tidmarsh (en), un as irlandais, le 9 avril ainsi que le major Harvey-Kelly (en), commandant du No.19 Squadron, le 29 avril. L'Albatros D.III de Wolff était peint en rouge, comme tous ceux de son escadrille, et ses volets ainsi que son gouvernail étaient verts comme signe de reconnaissance individuelle.
Il fut décoré de l'ordre Pour le Mérite le 4 mai et placé au commandement du jasta 29 le 6 mai en remplacement du leutnant von Dornheim, lequel avait été tué peu de temps auparavant. Il abattit un SPAD français le 13 mai ainsi qu'un Nieuport 17 du No. 60 Squadron le 17 mai avant d'être placé à la tête du Jasta 11 le 28 juin 1917 à la place de Karl Almenröder, tombé lui aussi au combat. 
Il abattit encore un R.E.8 du No. 4 Squadron et un Sopwith Triplan du No. 1 Naval Squadron au début du mois de juillet. Il fut blessé à la main gauche le 11 juillet par le tir d'un Sopwith Triplan piloté par le sous-lieutenant Rowley, un futur as, du No. 1 Naval Squadron RNAS. Wolff dut atterrir en catastrophe sur la voie de chemin de fer de Courtrai, son train d'atterrissage fut brisé et l'appareil se retourna. Le 20 août, alors que l'escadrille atteignait sa 200e victoire, Wolff fut promu au grade d'oberleutnant.
Il fut placé en convalescence de  cette date au 11 septembre 1917, puis il reprit le commandement du Jasta 11 jusqu'à sa mort quatre jours plus tard.

## Dernier combat et mort
En septembre 1917, deux des premiers prototypes Fokker Dr.I furent livrés au Jagdgeschwader 1. À son retour Wolff désira en piloter un en l'absence de Richthofen. Quatre jours plus tard, le 15 septembre il trouva une occasion et malgré un ciel lourdement chargé, il a décolla à bord du Fokker DR.I  numéro 102/17, accompagné par le Leutnant Carl von Schoenebeck à bord d'un Albatros D.V.
Cependant, huit Sopwith Camel du No. 10 squadron du RNAS, menés par le lieutenant Fitzgibbon, escortaient un certain nombre de bombardiers DH.4 en arrière des lignes allemandes. Fitzgibbon a observé une formation d'Albatros allemands au-dessous d'eux et les engagea avec la moitié de ses hommes quelque part aux alentours de Moorslede en Belgique. Les Sopwith Camel restants demeurant avec les bombardiers furent alors attaqués par Wolff et Schoenebeck.
Le combat fut intense autant que bref et dans la confusion les pilotes britanniques pensèrent par erreur que cinq Albatros et quatre triplans étaient impliqués. Alors que Wolff isolait un appareil adverse, il fut soudainement attaqué par l'arrière par le sous-lieutenant Norman Mac Gregor, ce dernier tira rapidement et dut s'esquiver pour ne pas entrer en collision avec le Fokker.
Mac Gregor rapporta : "j'étais dans une bonne position très proche d'un triplan - dans les 25 yards (approximativement 23 mètres)- et j'ai envoyé une bonne rafale. J'ai vu mes balles traçantes entrer dans sa machine. Je l'ai ensuite vu descendre dans un plongeon vertical, apparemment hors de contrôle."
Dans une interview qu'il accorda après la guerre, Schoenebeck donna sa propre version : "Un jour nous allions tous les deux au front. Nous le faisions souvent car deux appareils sont plus durs à repérer qu'un escadron entier. Si l'on était assez intelligent pour avoir le soleil dans le dos alors l'ennemi pouvait être facilement surpris. Wolff était un chef intelligent et c'est depuis le soleil que nous attaquâmes une formation ennemie. Wolff tirait brillamment, mais il fut pris dans une escarmouche. Je volais derrière lui lorsque soudainement un Anglais se glissa derrière moi. Je ne suis arrivé à me débarrasser de lui qu'avec grand peine. Tandis que j'étais occupé avec cet Anglais, une autre machine attaqua Wolff et avant que je ne puisse l'aider, j'ai vu Wolff descendre en tournoyant et s'écraser à terre. Et ainsi le lieutenant Wolff, qui m'avait pour le couvrir et qui avait à me protéger, tomba au front devant mes yeux. J'étais profondément choqué. À ses obsèques j'ai porté le coussin sur lequel reposaient ses décorations."
Il semble probable que Wolff fut tué par le tir de Mac Gregor et qu'il était déjà mort quand son appareil s’écrasa au sol et prit feu au nord de Wervik à 17h30 (heure allemande). Le corps de Wolff fut ramené à l'arrière et il fut enterré avec les honneurs militaires à Memel, où une rue porta son nom. Il existe encore à Berlin dans le quartier du Tempelhof une avenue portant son nom, la Wolffring laquelle est coupée par la  Boelckestraße et la Manfred-von-Richthofen-Strasse,.

## Décorations
- Croix de fer de 2e classe.
- Croix de fer de 1re classe.
- Croix de chevalier de l'ordre de Hohenzollern avec glaives le 26 avril 1917.
- Ordre pour le Mérite le 4 mai 1917.
- Ordre du Mérite militaire bavarois de 4e classe avec glaives

## Anecdotes
- Tout comme Richthofen, Wolff aimait récupérer des souvenirs des appareils qu'il descendait. Sa chambre au cantonnement était décorée  de numéros d'identification, de pièces et de mitrailleuse prise à ses victimes[5].

- Le lieutenant Wolff semblait physiquement plutôt faible, Karl Bodenschatz, officier d'ordonnance de Richthofen au Jagdgeschwaders 1, dit de lui : Leutnant Kurt Wolff. Au premier coup d'œil, vous pourriez vous dire qu'il s'agit là d'une petite fleur délicate. Une  figure mince, un visage très jeune et d'une timidité extrême. Il semble que vous pourriez le faire fuir avec un mot dur. Mais au-dessous du visage de cet écolier amical pend l'ordre pour le Mérite. 
Et alors loin, ceux des yeux au regard modeste ont pris 30 avions à l’ennemi à l'aide de ses mitrailleuses, les ont mis en feu et les ont faits se fracasser en pièces sur le sol. Ce jeune homme est déjà un des meilleurs hommes du Jasta 11 de Richthofen.[6]

- Manfred von Richthofen appréciait sa nature aimable, calme et modeste et l'appelait "le plus cher et le meilleur camarades".

- Selon Lothar von Richthofen, Wolff emportait toujours avec lui un bonnet en vol, il ne s'en séparait jamais[7].

## Au cinéma
Dans le film Baron Rouge  réalisé par Nikolai Müllerschön (en) en 2007, Kurt Wolff est incarné par Tino Mewes (de).

## Sources
- Karl Bodenschatz: Jagd in Flanderns Himmel. München 1935.